# Complexe sportif Claude-Robillard
El Complexe sportif Claude-Robillard (CSCR) es un complejo deportivo ubicado en la ciudad de Montreal, Quebec en Canadá, en el distrito de Ahuntsic-Cartierville. El complejo cuenta con un estadio gramado multiuso, piscinas y gimnasios, entre otros.